# Білий шум (фільм, 2022)
«Білий шум» (англ. White Noise) — художній фільм режисера Ноа Баумбаха за однойменним сатиричним романом Дона Делілло 1985 року.

## Сюжет
Джек Гледні, професор, який вивчає Адольфа Гітлера у вигаданому «Коледжі на пагорбі», одружений з Бабеттою і виховує чотирьох дітей-підлітків, розривається на частини внаслідок «повітряної токсичної події» — катастрофічної залізничної аварії, яка обрушує хімічні відходи на його місто.

## У ролях
- Адам Драйвер — професор Джек Гледні
- Грета Гервіг — Бабетта Гледні
- Реффі Кессіді — Деніс Гледні
- Андре Бенджамін — Елліот Лешер
- Дон Чідл — професор Мюррей Сіскіндм
- Ларс Айдінгер — Арло Шелл
- Барбара Зукова — Герман Марі
- Френсіс Джу — доктор Лу
- Кеннет Лонерган — доктор Гукстраттен

## Виробництво
У 2004 році режисер Баррі Зонненфельд був залучений до проекту екранізації роману «Білий шум» за сценарієм Стівена Шиффа. У 2016 році Урі Сінгер придбав права на книгу та запустив проект у розробку. 17 жовтня 2016 року Майкл Алмерейда мав написати сценарій та виступити режисером екранізації. 13 січня 2021 стало відомо, що Ноа Баумбах адаптує фільм для Netflix, і виступить режисером і співпродюсером фільму разом з Девідом Хейманом і Урі Сінгером.
22 грудня 2020 до акторського складу увійшли Адам Драйвер і Грета Гервіг. У квітні 2021 року до акторського складу фільму приєдналися Реффі Кессіді, Мей Нівола та Сем Нівола. У червні 2021 року Джоді Тернер-Сміт розпочала переговори про участь у фільмі. Вона підтвердить свою участь наступного місяця, а також повідомить, що Дон Чідл також виконає роль у фільмі. У серпні 2021 року було оголошено, що до акторського складу фільму приєднався Андре Бенджамін.
Зйомки почалися в червні 2021.

## Реліз
Прем'єра фільму відбулася в 2022.